# Manuel Fuentes Ijurra
Manuel Fuentes Ijurra fue un minero y político peruano. Fue senador suplente por el departamento de Junín en el congreso de 1832.
Ricardo Palma menciona a Fuentes Ijurra en sus Tradiciones Peruanas haciendo referencia que fue uno de los hombres más adinerados de la ciudad de Lima al ser propietario de minas de plata en Cerro de Pasco. Asimismo, señala que por la inundación de la mina y su vida dispendiosa, Ijurra murió en la pobreza en el hospital de San Andrés.